# Hermann Schüssler

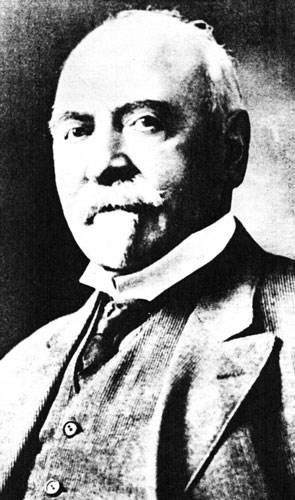
Hermann Schüssler

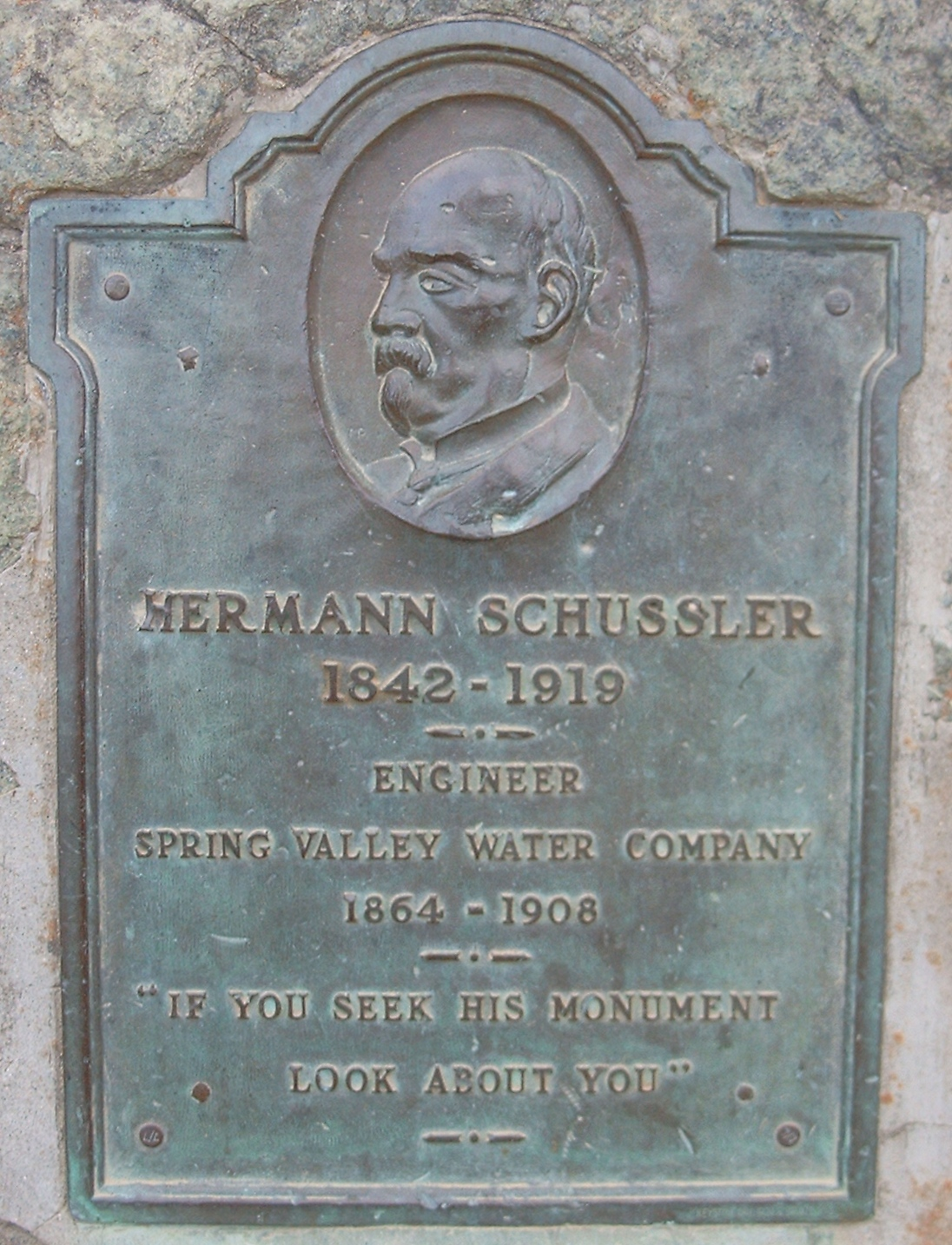
Eine Bronzeplaquette am Crystal Springs Wasserreservoir ehrt Hermann Schüssler

Hermann Schüssler (in USA Schussler) (* 4. August 1842 in Rastede; † 27. April 1919 in San Francisco) war ein deutscher Bauingenieur, der viele Staudämme in USA baute. Er wurde bekannt durch den Bau des Wasserversorgungssystems für das Bergwerk in Comstock Lode, des Marlette Lake Water Systems.
Schüssler besuchte von 1859 bis 1862 die Militärakademie in Oldenburg (Oldenburg). Danach studierte er Bauingenieurwesen in Zürich und in Karlsruhe. In Karlsruhe wurde er Mitglied der Burschenschaft Teutonia.
Im Jahr 1864 wanderte Schüssler nach Kalifornien aus und begann für die Wasserwerke in San Francisco zu arbeiten. Er arbeitete auf mehreren Projekten in der San Francisco Bay Area. Erwähnenswert sind der Bau der Lower-Crystal-Springs-Staumauer und des Staudamms am San Andreas Lake, die beide das San-Francisco-Erdbeben von 1906 ohne Schäden  überstanden. Schüssler wurde Leitender Ingenieur von Marin County und später von Virginia City. Dort baute er das Wasserversorgungssystem für das Bergwerk in Comstock Lode. Er baute ebenfalls Wasserversorgungssysteme in Tuscarora (Nevada) und Pioche. Ebenfalls arbeitete an mehreren Projekten in Hawaii. Im Jahr 1914 ging er in Rente.